# Do PizzaBots Dream of Electric Guitars?
«Do PizzaBots Dream of Electric Guitars?» (укр. «Чи мріють піццаботи про електрогітари?») — п'ятнадцята серія тридцять другого сезону мультсеріалу «Сімпсони», прем'єра якої відбулась 14 березня 2021 року у США на телеканалі «Fox».
Серія присвячена пам'яті колишнього сценариста і продюсера «Сімпсонів» Девіда Річардсона, який помер 18 січня  2021 року у віці 65 років.

## Сюжет
Коли Гомер був підлітком, він працює у піцерії Ґіла Гандерсона. Гомер працює Ді-джеєм керуючи механічною групою роботів-аніматроніків, що співають на сцені. Гомер записує диск із хіп-хоп-міксом. Ґіл вітає Гомера і хоче, щоб він створив нове шоу з музикою, яку він любить.
На прем'єрі нового шоу Гомера «Phuntime Phunky Phour» (англ. «Час розваг веселої четвірки») заклад переповнений. Однак, щойно шоу починається, втручається ФБР через те, що заклад використовують як прикриття для наркоторгівлі. Водночас Ґіл використовував аніматроніків для зберігання кокаїну. З'ясовується, що поліцію викликав Ейб Сімпсон, якому не подобалося захоплення Гомера хіп-хопом… У сьогоденні Гомер плаче перед будівлею (куди Сімпсони ідуть на день народження), згадавши минуле.
Повернувшись додому, Мардж бачить, що в Гомері щось змінилося: він не робить дурниць, поводиться пристойно і не засиджується у таверні Мо. Сім'я і Мо починають пошуки аніматроніків. Спершу вони звертаються до Ґіла, який відстежив аніматроніків, проданих ФБР на аукціоні. На щастя, їх купили мешканці Спрінґфілда: професор Фрінк, Третій Номер Мел, Диско Стю та Герман. Однак, останній продав робота Роз'ярілого Яка Джей Джею Абрамсу для зйомок нового фільма «Місія нездійсненна».
Ліса і Барт прибувають до готелю Джей Джея Абрамса. Їм вдається проникнути в будівлю і викрасти, але на виході їх ловить охоронець.
Гомер приходить за дітьми, але бачить Яка і не дозволяє команді Абрамса взяти його назад. Гомер запрошує Джей Джея до свого дому, щоб показати, що означають для нього ці роботи. Однак, у Джей Джея з'являється ідея зняти з роботами «франшизу з дев'яти фільмів», тому він забирає роботів, завдаючи Гомеру тієї ж травми.
Мардж переконує Гомера заїсти проблему, тому він йде до «Красті Бургера», де зустрічає продавця коміксів. Той розповідає, що був так само травмований, та переконає Гомера почати тролити Джей Джея в Інтернеті.
Гомер починає тролити на «Reddit», витрачаючи на це багато часу — місяці. Однак, так і не досягає успіху, а тим часом вже знято фільм з аніматроніками. Прем'єра відбудеться у Спрінґфілдському кінотеатрі.
Гомер приєднується до тролів біля театру, а потім заходить всередину, щоб зупинити показ. Несподівано приходить дід Сімпсон, якого викликала Мардж, і каже, що він зіпсував дитинство тим, що зробив. Вони миряться, і Джей Джей дивує Гомера, оскільки він перепрограмував старих роботів і виводить їх на сцену.
У фінальній сцені показано тролів, яких очолює продавець коміксів. Вони утворюють п'ятірку тролів, «найзліших героїв Землі».

## Виробництво
Серія мала вийти 7 березня 2021 року, «Yokel Hero» — 28 лютого, «Wad Goals» — 21 лютого, а «Diary Queen» — 14 лютого. Однак, через затримку і запізнення перегонів «Daytona 500» 14 лютого, епізоди було пересунено на тиждень.
За словами сценариста Майкла Прайса епізод розпочався як ідея про те, як Красті втратив свою імперію гамбургерів через вибух франшизи аля «Papa John's Pizza». Однак, творча команда не змогла знайти правильний шлях для втілення цього, але ми хотіли залишити тему мережевого харчування.
Виконавчий продюсер епізоду Метт Селман відповів на критику шанувальників щодо зміни хронології Гомера (який є підлітком на початку 1990-х, коли відбувається дія перших сезонів серіалу). Він пояснив свій погляд на такі поодинокі епізоди-флешбеки, і на послідовність «Сімпсонів» загалом: «„Сімпсони“ — це 32-річний серіал, герої якого не старіють, тому „канон“ має бути еластичним/суперечливим/дурним».

## Цікаві факти та культурні відсилання
- На початку серії Гомер їсть пластівці «ChocZillas» і «Sugar Buzz Bombs», які є злаками в мультсеріалі «F Is for Family» (укр. «„С“ означає „сім'я“»), співтворцем якого є сценарист серії Майкл Прайс[10].
- Серед дисків хіп-хоп-міксів у Гомера є пісня «Ice Ice Baby» Ванілли Айса. Гомер співає пародію під назвою «Slice Slice Baby»[11].
- У процесі виробництва серії матір Диско Стю Деббі Суспільне Надбання мала ім'я Нора Нова Пісня і Мілдред Дез-метал[12].
- Сцена, в якій Мо розшукує робота у помешканні Третього Номера Мела є пародією на детективний серіал «Коломбо»[11].
- Серед сувенірів в офісі Джей Джея є[13]:
  - Настільна гра «Відносно Генрі» (англ. «Regarding Henry»), що є відсиланням до однойменного фільма;
  - Волосся Фелісіті, що є відсиланням до серіалу «Фелісіті»;
  - Робот із серіалу «Край „Дикий Захід“»;
  - Ланч-бокс «Кольт Люгер», відсилання до однойменного персонажа із «F Is For Family».
- Для транспортування Роз'ярілого Яка Барт і Ліса використовують трьох роботів BB-8. BB-8 — персонаж трилогії-продовження «Зоряних воєн», яку зняв Джей Джей Абрамс[11].

## Ставлення критиків і глядачів
Під час прем'єри серію переглянули 1,43 млн осіб з рейтингом 0.5, що зробило її найпопулярнішим шоу на каналі «Fox» тієї ночі.
Тоні Сокол з «Den of Geek» дав серії п'ять з п'яти зірок, сказавши:
|  | Це поки що найкраща серія сезону… Очевидно, на рівні з найкращими класичними [епізодами]. Це так задовольняє, таке відчуття, ніби це було зроблено індивідуально для мене, ніби Джей Джей Абрамс робив. |

Джессі Берета із сайту «Bubbleblabber» оцінив серію на 8,5/10, сказавши:
|  | Чесно, це була одна із найбільш добре написаних серій і без того зіркового сезону. Такого рівня мета-глузування ніколи раніше не було. Навіть шоу, які ставляться до своїх шанувальників як до сміття. Однак, найкраще те, що ви ніколи не очікували цього від «Сімпсонів». Тим не менш, це ще більше чесності від найдовшого телевізійного ситкому. |

Згідно з голосуванням на сайті The NoHomers Club більшість фанатів оцінили серію на 3/5 із середньою оцінкою 3,47/5.